# Vera (canción)
"Vera" es una canción escrita por Roger Waters, grabada y publicado por la banda de rock progresivo Pink Floyd, lanzado el 30 de noviembre de 1979, cómo parte del álbum "The Wall" y en la película "Pink Floyd: The Wall". La letra de la canción hacé referencia a la cantante británica Vera Lynn (1917-2020), que tuvo éxito durante la Segunda Guerra Mundial, y su canción más popular de su carrera llamada "We'll Meet Again" (del inglés, "Nos volveremos a encontrar"), frase que Waters incluyó en la letra de su canción como inspiración.
El diálogo en la introducción "Where the hell are you, Simon?" (del inglés, "¿Dónde diablos te encuentras, Simón?) y los efectos de sonido pertenecen a la película The Battle of Britain (1969), dirigida por Guy Hamilton.

## Personal
- Roger Waters - voces,[1] guitarra acústica.
- David Gilmour - guitarra eléctrica principal,[2] guitarra acústica.[2]
- Richard Wright - sintetizador Prophet-5.[2]
- New York Orchestra[2]